# 中井敬所

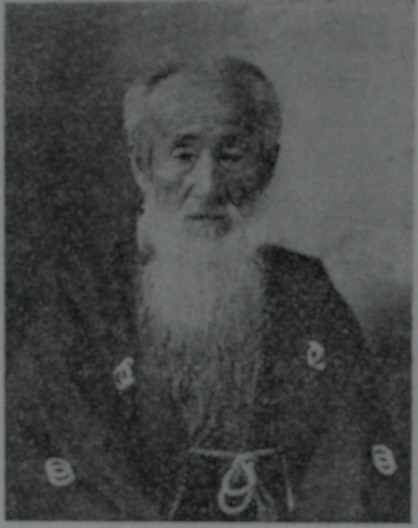
中井敬所

中井 敬所（なかい けいしょ、天保2年6月25日（1831年8月2日） - 明治42年（1909年）9月30日）は、明治時代の篆刻家である。篆刻家としてだけでなく日本印章学の基礎を築いた学者としても知られる。
名を兼之、字を資同、敬所は号。江戸本所に生まれる。

## 略歴

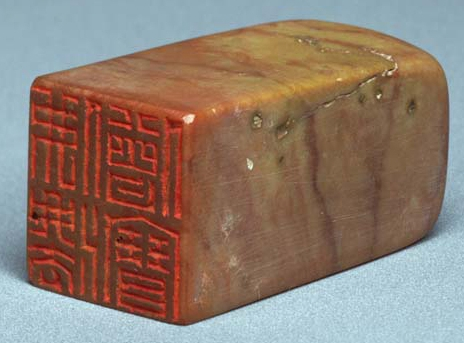
石印 印面長2.3 東京国立博物館所蔵

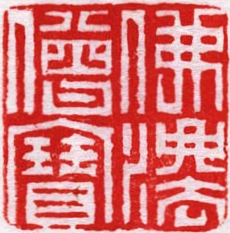
白文「仏法僧宝」

本姓は森山氏。幼少期から外叔父である三世浜村蔵六に就いて篆刻を学び、13歳で益田遇所に入門。二人の師はともに高芙蓉の流れを受けた江戸篆刻界の大物であった。22歳のときに中井家の養子となり、家職である鋳金に従事。明治維新以降、篆刻家として本格的に活動をはじめ、中国の篆刻を熱心に学び、作品に取り入れた。陰刻は浙派、とりわけ陳豫鍾の影響を受け、陽刻は鄧石如の作風を好んだ。明治印壇で保守派の代表的印人となり、菡萏居社にて多くの門弟を育てた。また中国や日本の古印の研究にも力を注ぎ、優れた著作を遺した。明治13年（1880年）に国璽を刻し明治政府に献上する。その後、第3回内国勧業博覧会審査官・臨時全国宝物取調局査掛などを歴任し、明治39年（1906年）4月4日、篆刻家として初めて帝室技芸員に選出される。
明治42年（1909年）9月30日、胃腸カタルのため東京府東京市下谷区下谷茅町（現・東京都台東区池之端）の自宅で死去。

## 著書
- 印譜考略正続
- 日本印人伝
- 皇朝印典
- 日本古印大成
- 鑑古集影